# فيليبي سواريس فرانكو
فيليبي سواريس فرانكو (بالبرتغالية: Filipe Soares Franco‏) هو لاعب كرة قدم وسياسي برتغالي، ولد في 11 مارس 1953 في لشبونة في البرتغال. نشط حزبياً في الحزب الاشتراكي (البرتغال).